# Too Marvelous for Words
Too Marvelous for Words är en populär sång skriven 1937 av Johnny Mercer (text) och Richard Whiting (musik). Den förekom i filmen Ready, Willing and Able av filmbolaget Warner Brothers (1937). Senare blev sången ett kärlekstema i filmen Dark Passage (1947), regisserad av Delmer Daves, först i en version sjungen av Jo Stafford, senare instrumentalt medan kärleken till slut återförenar Lauren Bacall och Humphrey Bogart.